# Nizar
Nizar (arabisch نزار, DMG Nizār) ist ein arabischer männlicher Vorname. Möglicherweise ist der Name abgeleitet von نزير (nazir) mit der Bedeutung klein, wenig.

## Namensträger

### Vorname
- Nizar (Komiker) (* 1984), deutscher Stand-up-Comedian und Podcaster
- Nizar Banat (≈1978–2021), palästinensischer Regierungskritiker
- Nizar Ben Nasra (* 1987), tunesisch-österreichischer Fußballspieler
- Nizar Khalfan (* 1988), tansanischer Fußballspieler
- Nizar Madani (* 1941), saudi-arabischer Politiker
- Nizar Qabbani (1923–1998), syrischer Diplomat und Dichter
- Nizar Rayan (1959–2009), palästinensischer Militärkommandeur